# Sympycnus marginatus
Sympycnus marginatus är en tvåvingeart som beskrevs av Octave Parent 1932. Sympycnus marginatus ingår i släktet Sympycnus och familjen styltflugor. Inga underarter finns listade i Catalogue of Life.